# St. Jakobshalle

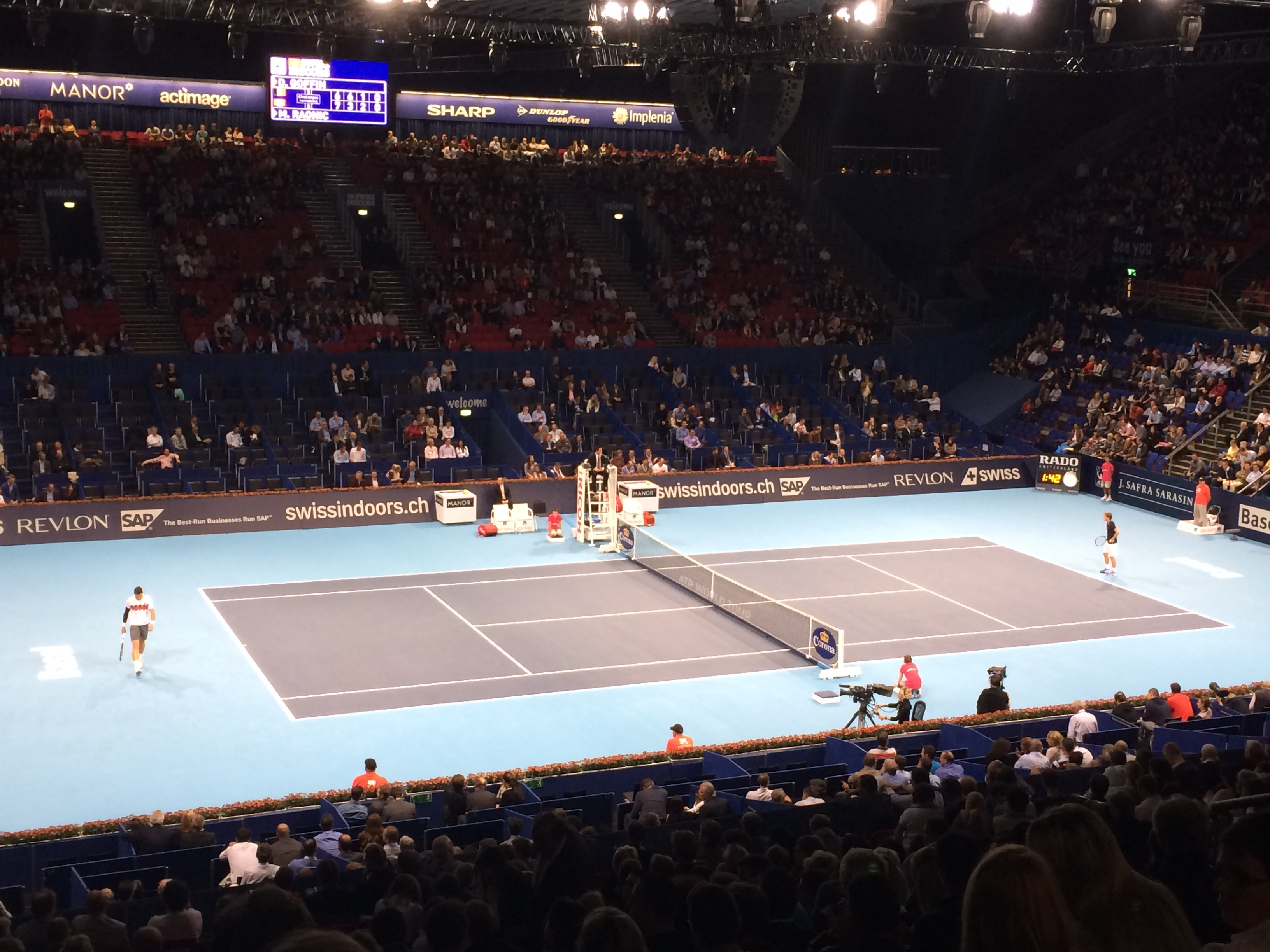
Arena podczas turnieju Swiss Indoors Basel 2014

St. Jakobshalle – hala widowiskowo-sportowa zlokalizowana w granicach administracyjnych gminy Münchenstein w Szwajcarii, tuż przy granicy z Bazyleą.
W maju 2025 hala była gospodarzem 69. Konkursu Piosenki Eurowizji.